# 圣莱热代布瓦
圣莱热德布瓦（法語：Saint-Léger-des-Bois，法語發音：[sɛ̃ leʒe de bwa] ⓘ）是法国曼恩-卢瓦尔省的一个旧市镇，属于昂热区。2019年，圣莱热德布瓦与市镇圣让德利尼耶尔合并为新市镇圣莱热德利尼耶尔，圣莱热德布瓦为新市镇行政中心。

## 地理
圣莱热德布瓦（47°27'37"N, 0°42'32"W）面积15.42 平方千米，位于法国卢瓦尔河地区大区曼恩-卢瓦尔省，该省份为法国西部内陆省份，大致对应安茹地区，北起顺时针与马耶讷省、萨尔特省、安德尔-卢瓦尔省、维埃纳省、德塞夫勒省、旺代省、大西洋卢瓦尔省和伊勒-维莱讷省接壤。
与圣莱热德布瓦接壤的市镇（或旧市镇、城区）包括：圣让德利尼耶尔、贝孔莱格拉尼特、圣奥古斯坦德布瓦、圣朗贝尔拉波特里、圣马丹迪富尤。
圣莱热德布瓦的时区为UTC+01:00、UTC+02:00（夏令时）。

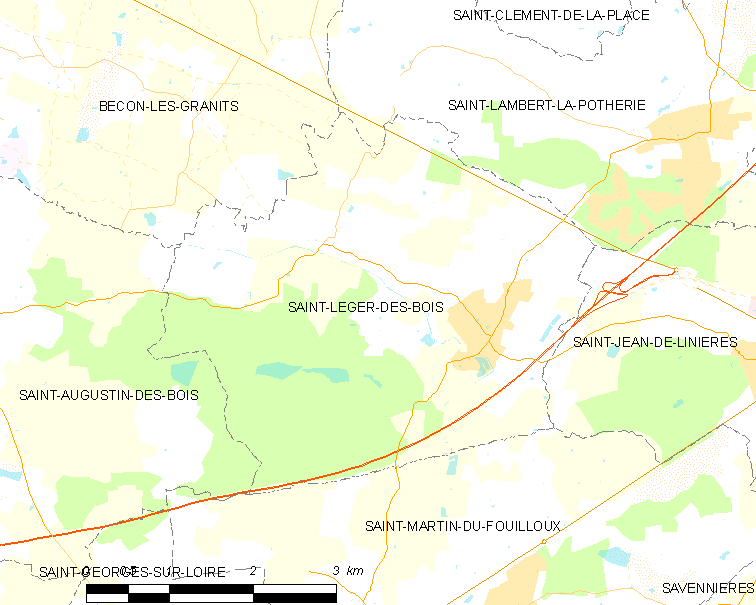
圣莱热德布瓦的OSM定位图

## 行政
圣莱热德布瓦的邮政编码为49170，INSEE市镇编码为49298。

## 政治
圣莱热德布瓦所属的省级选区为昂热第三县。

## 人口

1962-2008年间圣莱热德布瓦人口变化图示

圣莱热德布瓦于2018年1月1日时的人口数量为1834人。